# Aeroport Internacional de Ras al-Khaimah
L'Aeroport Internacional de Ras al-Khaimah és un aeroport amb categoria d'internacional dels Emirats Àrabs Units a l'emirat de Ras al-Khaimah. És l'aeroport més al nord del país. Fou obert el 1976 i es troba a uns 18 km al sud-sud-est de Ras al-Khaimah (ciutat) al costat del llogaret de Digdaga.
Té una sola pista amb 3,8 km de llargada, dos terminals de passatgers, una de càrrega, sis punts de control d'equipatges, i diversos serveis com correus, restaurant, dutty free, agències de viatges, etc. Està mal comunicat amb la ciutat, ja que únicament s'hi pot arribar amb taxi no existint cap mena de transport alternatiu.